# یانسی (کنتاکی)
یانسی (به انگلیسی: Yancey) یک منطقهٔ مسکونی در ایالات متحده آمریکا است که در شهرستان هارلن، کنتاکی واقع شده‌است. یانسی ۴۶۳٫۹۱ متر بالاتر از سطح دریا واقع شده‌است.